# Масана
Масана (Маса; лат. Masane или Masa; убита в 574) — королева лангобардов (572/573—574) по браку с Клефом из рода Белеи.

## Биография
Единственный сообщающий о Масане исторический источник — «История лангобардов» Павла Диакона, в которой она упоминается как супруга короля Клефа. Значительно больше раннесредневековых источников сообщают о событиях, в которых могла участвовать Масана.
В 568—569 годах Масана вместе со всеми лангобардами переселилась из Паннонии на Апеннинский полуостров. Здесь её супруг принял участие в завоевании итальянских владений Византии. Вероятно, роль Клефа в этих событиях была столь велика, что он получил от короля Альбоина одно из герцогств, ставших составными частями Лангобардского королевства. После убийства Альбоина, организованного летом 572 или 573 года королевой Розамундой, Клеф был избран новым правителем лангобардов. Однако и он уже в 574 году был также убит своим слугой. Вместе с ним погибла и королева Масана.
В браке Клефа и Масаны родились, по крайней мере, две дочери (их имена неизвестны) и сын Аутари, который на момент смерти родителей был ещё несовершеннолетним. В 584 году, после десятилетнего правления герцогов, он был избран королём лангобардов и правил до 590 года.